# Drostamt
Ein Drostamt war ein Verwaltungsbezirk in der Zeit des Ancien Régime, d. h. vor 1789. An seiner Spitze stand ein Drost oder Landdrost.
Im 20. Jahrhundert wurden die niederländischen Gebiete, die nicht in Gemeinden eingeteilt waren, sowie die von Deutschland annektierten Gebiete Elten und Selfkant als Drostamt (niederländisch Drostambt) bezeichnet. Auch an der Spitze der Öffentlichen Körperschaft Südliche IJsselmeerpolder stand bis 1996 ein Landdrost.